# Baie de Carthagène des Indes
La baie de Carthagène des Indes (espagnol : bahía de Cartagena de Indias) est une baie de la mer des Caraïbes située au nord de la Colombie. Elle baigne la ville de Carthagène des Indes, chef-lieu du département de Bolívar.

## Histoire
La baie est visitée par des européens pour la première fois probablement par l'espagnol Alonso de Ojeda, en 1499. Plus tard, en 1533, Pedro de Heredia vient y fonder Carthagène des Indes.

## Géographie
La baie de Carthagène des Indes se situe au nord du département de Bolívar. Ses eaux communiquent avec la mer des Caraïbes par deux chenaux séparés par l'île de Tierrabomba. Sur la côte nord et est de la baie se trouve la ville de Carthagène des Indes. Au sud de la baie se trouve l'une des deux extrémités occidentales du canal del Dique, qui relie la baie au río Magdalena, principale artère fluviale du pays. À l'ouest, l'extrémite sud de l'île de Tierrabomba est occupée par le château de San Fernando de Bocachica.
Au sud de la baie, séparée par la péninsule de Barú, se trouve la baie Barbacoas.